# روبرت ميلر (شخصية أعمال)
روبرت ميلر هو شخصية أعمال كندي، ولد في يوليو 1943.